# Niers
Niers je řeka v Německu a Nizozemsku. Je dlouhá 117,6 km včetně potoka Wockerrather Fließ. Její povodí zaujímá plochu 1348 km² a žije v něm 735 000 obyvatel.
Pramení nedaleko Erkelenzu v nadmořské výšce 76 m a teče severním směrem spolkovou zemí Severní Porýní-Vestfálsko. Protéká širokým údolím ledovcového původu s lukami. Na řece leží města Mönchengladbach, Korschenbroich, Viersen, Wachterdonk, Straelen, Geldern, Kevelaer a Goch. Přítoky jsou Köhm, Nette a Kendel. Na německém území měří tok řeky 108 km, pak překračuje hranice do nizozemské provincie Limburg. Niers se vlévá zprava do Mázy ve městě Gennep.
V roce 1936 byl tok řeky regulován. Množství průmyslových závodů v jejím povodí se projevilo na nízké kvalitě vody, proto v devadesátých letech 20. století proběhla revitalizace.
Niers je oblíben mezi rekreačními vodáky. Podél řeky vedou stezky pro cyklistickou a pěší turistiku, významnými atrakcemi jsou zámky Neersen, Wissen a Kalbeck, klášter Graefenthal a Haus Caen. Technickou zajímavostí je gondolový most v mönchengladbašské čtvrti Donk. Na řece se rovněž nachází množství starých mlýnů.